# ناوشکن کلاس هاووک
دیسترویر کلاس هاووک (به انگلیسی: Havock-class destroyer) یک کلاس از کشتی است که طول آن ۱۸۵ فوت (۵۶٫۴ متر) می‌باشد. این کلاس از کشتی در سال ۱۸۹۳ ساخته شد.